# Serge (Vorname)
Serge ist ein männlicher Vorname, der von dem römischen Familiennamen Sergius abgeleitet ist. Er ist besonders in den französischsprachigen Ländern verbreitet. 

## Varianten
In Osteuropa ist die Form Sergei gebräuchlich.  Im Italienischen und Spanischen existiert die Variante Sergio, im Portugiesischen Sérgio, im Rumänischen Sergiu, im Ukrainischen Serhij (ukr. Сергій) und im Belarussischen Sjarhej (belarus. Сяргей). 
Eine deutsche Form ist nicht bekannt. In den USA ist er als Pendant zu Сергей/Sergei anzutreffen.

## Namenstag
Namenstag ist der 7. Oktober, der Gedenktag der heiligen Märtyrer Sergios und Bakchos.

## Namensträger
- Serge Arcuri (1954–2024), kanadischer Komponist
- Serge Aubin (* 1975), kanadischer Eishockeyspieler und -trainer
- Serge Aurier (* 1992), ivorischer Fußballspieler
- Serge Baudo (* 1927), französischer Dirigent
- Serge Bento (* 1931), französischer Schauspieler
- Serge Blanco (* 1958), französischer Rugby-Spieler
- Serge von Bubnoff (1888–1957), russischer Geologe und Geotektoniker deutsch-baltischer Herkunft
- Serge Chiesa (* 1950), französischer Fußballspieler
- Serge Dassault (1925–2018), französischer Unternehmer und Politiker
- Serge Ehrensperger (1935–2013), Schweizer Schriftsteller
- Serge Falck (* 1961), belgisch-österreichischer Schauspieler und Drehbuchautor
- Serge Gainsbourg (1928–1991), französischer Dichter, Chansonnier und Schauspieler
- Serge Gnabry (* 1995), deutscher Fußballspieler
- Serge Houde (* 1953), kanadischer Schauspieler
- Serge Ibaka (* 1989), spanisch-kongolesischer Basketballspieler
- Serge Jaroff (1896–1985), US-amerikanischer Chorleiter russischer Herkunft
- Serge Kampf (1934–2016), französischer Unternehmer und Sportmäzen
- Serge Klarsfeld (* 1935), französischer Rechtsanwalt und Historiker
- Serge Lama (* 1943), französischer Chansonnier
- Serge Lang (1920–1999), französischer Sportjournalist, eigentlich Jean-Jacques
- Serge Lang (1927–2005), US-amerikanischer Mathematiker
- Serge Michel (* 1988), deutscher Boxer
- Serge Moscovici (1925–2014), rumänisch-französischer Sozialpsychologe
- Serge Nigg (1924–2008), französischer Komponist
- Serge Oustiakine (1961–2013), französischer Jazzmusiker
- Serge Poliakoff (1900–1969), russischer Maler
- Serge Ravanel (1920–2009), französischer Kämpfer der Résistance, Unternehmer und Politiker
- Serge Reggiani (1922–2004), französischer Schauspieler und Chansonnier
- Serge Silberman (1917–2003), französischer Filmproduzent
- Serge Tcherepnin (* 1941), US-amerikanischer Komponist russisch-chinesischer Herkunft